# Грициняк, Игорь Иванович
Грициняк Игорь Иванович (род. 1956 году в селе Мавковичи Городокского района Львовской области) — директор Института рыбного хозяйства Национальной академии аграрных наук Украины, доктор сельскохозяйственных наук, профессор,
академик Национальной академии аграрных наук Украины.

### Биография
В 1980 году окончил Львовский государственный университет по специальности экономика. В 2004 году защитил диссертационную работу и получил научную степень — кандидат сельскохозяйственных наук. В 2008 г. Грициняк И. присуждено учёное звание старшего научного сотрудника, в 2009 году он защитил диссертацию на соискание учёной степени доктора сельскохозяйственных наук. Учёное звание профессора ему было присуждено в 2013 году и тогда же он был избран действительным членом-академиком Национальной академии аграрных наук Украины.

### Научная деятельность
Научную деятельность Грициняк И. И. начал в 1977 году во Львовской опытной станции Института рыбного хозяйства. С января 2006 года работает директором Института рыбного хозяйства НААН.
Институт рыбного хозяйства Национальной академии аграрных наук Украины является главным научным учреждением, которое определяет и разрабатывает перспективные направления развития рыбного хозяйства, координирует и осуществляет методическое руководство научно-исследовательскими работами по рыбоводству и рыболовству на внутренних водоёмах Украины.
Институтом получены патенты Украины на полезную модель получен более чем 60 научных разработок в области аквакультуры, где Грициняк И. является автором или соавтором. Материалы исследовательской работы отражены им в более 240 научных статьях, напечатанных как на Украине, так и за рубежом.
Под его руководством защищена диссертация на соискание учёной степени доктора сельскохозяйственных наук (Третьяк О. М. «Рибницько-биологические основы разведения и выращивания веслоноса Polyodon spathula (Walbaum) в аквакультуре Украины») и 4 диссертации на соискание учёной степени кандидата сельскохозяйственных наук — Дерень О. В. «Продуктивная характеристика и естественная резистентность разнопородных групп карпа под влиянием эхинацеи пурпурной (Echinacea purpurea (L.) Moench)», Петрова В. Б. «Метаболическая и продуктивное действие йода в прудовых рыб», Особы И. А. «Генетическая оценка и физиолого-биохимические особенности карпов Несвицкого зонального типа» и Яниновича И. Е. «Повышение эффективности прудового рыбоводства за счёт расширения поликультуры рыб».
Научные исследования Грициняка И. И. посвящены разработке и совершенствованию ресурсосберегающих технологий выращивания товарной рыбы и рыбопосадочного материала, специальных препаратов для профилактики, борьбы с болезнями и повышением иммунитета рыб, селекции и кормлению рыб.
Вследствие целенаправленной многолетней работы селекционерами с участием Грициняка И. И. были выведены три новых внутрипородных типа украинских карпов, которые имеют высокую производительность, устойчивость к зимовке и болезней.
Также при непосредственном участии Грициняк И. И. учёными Института впервые на Украине изучаются возможности и разрабатываются рекомендации по обогащению мяса рыб отдельными микроэлементами и в первую очередь йодом и селеном за счёт включения его в состав кормов для рыб.
В результате проведённых под руководством Грициняка И. И. научных исследований впервые осуществлено системное изучение взаимосвязей между белковым полиморфизмом крови, естественной резистентностью, активностью иммунной и антиоксидантной систем, а также отдельными сторонами обмена белков и липидов у карпов различного происхождения. Изучена генетическая структура разных внутрипородных типов украинских пород карпа и их гибридных форм путём исследования полиморфизма белков и ферментов.
Важное место в его деятельности занимают разработки селекционно-генетического направления. По его инициативе в Институте создана первая в стране специализированная лаборатория молекулярной генетики в рыбоводстве и лаборатория вирусологии и бактериологии.
В Институте активно развиваются исследования, связанные с низкотемпературным хранением половых продуктов хозяйственно-ценных, редких и исчезающих видов рыб различного происхождения, совершенствуются методы криобиотехнологий. Также впервые создан криобанк различных видов промышленных и краснокнижных рыб Украины.

### Международное сотрудничество
Грициняк И. И. является членом Совета директоров по вопросам международного сотрудничества Сети научных центров аквакультуры стран Восточной и Центральной Европы (NACEE), основной задачей которой является координация научно-исследовательских работ по проблемам водных биоресурсов и аквакультуры в регионе. Возглавляемый им Институт рыбного хозяйства НААН является соисполнителем по темам: селекция карпов, осетроводство, сохранение водных биоресурсов и других. В настоящее время Институт участвует в проекте «Технологическая платформа развития аквакультуры в Центральной и Восточной Европе с возможностью дальнейшей интеграции в общее европейское научное пространство». Институт также является членом Европейской ассоциации аквакультуры, с которой работает по приоритетным направлениям научных исследований в области рыбоводства.
Под его руководством учёные Института рыбного хозяйства Национальной академии аграрных наук Украины сотрудничают с более тридцатью научными учреждениями 17 стран Европы, Азии и Америки. Основное направление — объединение усилий учёных на решении проблем водных биоресурсов и аквакультуры. С научными учреждениями Польши, Венгрии, США, Российской Федерации, Белоруссии разработаны программы стажировки молодых учёных и освоение новых методов и методик исследований, селекции, молекулярно-генетических и биохимических исследований.

### Журнал «Рыбохозяйственная наука Украины»
Грициняк И. И. — главный редактор научного журнала «Рыбохозяйственная наука Украины» ISSN 23129581 (ONLINE), ISSN 20751508 (PRINT) , DOI: 10.15407/fsu. «Рыбохозяйственная наука Украины» входит в Перечень специализированных изданий Украины, в которых могут публиковаться результаты диссертационных работы на соискание степеней доктора и кандидата наук (биологические и сельскохозяйственные науки), утверждён 08.07.2009 г.., переаттестован в 2014 году согласно приказу Министерства образования и науки Украины № 1273 от 06.11.2014 г.. Статьи публикуются на украинском, русском или английском языках. Периодичность выхода — 4 раза в год. Журнал открыт для свободного доступа главной научной библиотекой Украины — Национальной библиотекой Украины им. В. И. Вернадского Национальной Академии наук Украины (https://web.archive.org/web/20120815102459/http://www.nbuv.gov.ua/). Редакция журнала считает приоритетным направлением развития включение в международные реферативные и наукометрические базы данных. На сегодняшний день он представлен в таких базах как: Directory of Open Access Journals (DOAJ), DOI (The Digital Object Identifier), Ulrich’s Periodicals Directory, Open Academic Journals Index (OAJI) (http://oaji.net/),ResearchBib (недоступная+ссылка) (http://www.researchbib.com/), Научная электронная библиотека eLIBRARY.RU, ROAD — каталог наукових ресурсів відкритого доступу, есть профиль в Google Scholar и «Українські Наукові Журнали».

### Награды
За достижения в развитии аквакультуры Грициняку И. И. присуждены почётные звания «Заслуженный работник сельского хозяйства Украины», «Почётный работник рыбного хозяйства», «Лидер агропромышленного производства». Он награждён орденом «За заслуги» III степени, орденом «Св. Владимира», орденом "Архистратига Михаила «, орденом „Георгия-Победоносца“, орденом» Христа-Спасителя", Почётной грамотой ЦИК, трудовым отличием «Ветеран рыбного хозяйства», Почётной грамотой Кабинета Министров Украины и другими государственными наградами.